# Никитин, Игорь Николаевич
Игорь Николаевич Никитин (род. 28 января 1951) — советский и российский государственный и общественный деятель, последний председатель Центрального Совета Всесоюзной пионерской организации имени В. И. Ленина, государственный советник Российской Федерации 1 класса.

## Биография
Родился 28 января 1951 года. 
Окончил Тульский государственный педагогический университет имени Л. Н. Толстого. Работал директором сельской 8-летней школы, секретарём райкома комсомола, председателем исполкома сельсовета. Затем — инструктор, заведующий отделом, секретарь, первый секретарь Тульского ОК ВЛКСМ. 
Председателем Центрального Совета Всесоюзной пионерской организации имени В.И.Ленина стал в 1986 году.
Его главной идеей была коренная перестройка деятельности пионерской организации в сторону её демократизации. При его активном участии была создана концепция обновления деятельности пионерской организации, разработаны программы её сотрудничества с государственными учреждениями, органами государственной и исполнительной власти, общественными объединениями. В этот период начала разрабатываться идея иного возрастного состава детской организации — членства взрослых в её рядах.
По завершении работы в пионерской организации занялся наукой. Кандидат педагогических наук, кандидат психологических наук.
Являлся руководителем аппарата Комитета Совета Федерации по международным делам c марта 2015 по январь 2017 года.